# Seminario sobre la juventud
Seminario sobre la juventud es una novela del escritor italiano Aldo Busi publicado en español en el 1987. Es el primero de dos Bildungsroman (novelas de formación) del autor.

## Sinopsis
Novela de formación (Bildungsroman) y de viaje, el Seminario sigue los desplazamientos del protagonista, Barbino, entre Italia, Francia y Inglaterra: de un lado el país nadal, de donde Barbino se aleja insufrible al ambiente hogareño, para revolver de vez en cuando y después escapar otra vez; del otro Lille y Paris con su frenesí pos-Sesentayocho, donde es bienvenido y acurrucado por un trío de mujeres muy particulares (Arlette, Suzanne e Geneviève) y que, ya desde el primer encuentro, parece esconder un secreto.

## Ediciones
- Aldo Busi, Seminario sobre la juventud (Seminario sulla gioventù), traducción de Joaquín Jordá, Barcelona, Anagrama, 1987, ISBN 978-84-339-3097-2